# Matricula
Note. Cliquez sur le lien correspondant pour transférer rapidement le mot : nom commun, adjectif, verbe ou autre.
Depuis l’activation de la fonction Special:Import, il est vivement recommandé  de contacter un administrateur du Wiktionnaire pour procéder à l’importation de la page ainsi que de tout l’historique vers ce dernier.
La matricula est une liste nominative des pauvres et indigents à charge de l’église locale dans le cadre de la charité, mise en place au Ve siècle.